# Меконг
Меконг (на лаоски: ແມ່ນ້ຳຂອງ, Меэ Нам Кхонг; на кхмерски: មេគុង; на виетнамски: Sông Cửu Long, Къулонг; на тибетски: རྫ་ཆུ་, Дза Чу; на китайски: 澜沧江, Ланцандзян) е голяма река в Югоизточна Азия. Тя е 12-а по дължина в света и 10-а по отток. Дълга е 4350 km. Извира от Тибетското плато в Тибет и се влива в Южнокитайско море чрез делта. Водосборният ѝ басейн има площ от около 810 000 km² – от Тибет, през китайската провинция Юнан и Мианмар до Тайланд, Лаос, Камбоджа и Виетнам. Реката има огромно икономическо значение за региона, тъй като се използва за производство на електроенергия, напоителни системи, риболов, както и за „плаващи пазари“. Големите сезонни колебания в пълноводието и наличието на прагове и водопади правят корабоплаването по реката извънредно трудно.

## География

### Извори
Точното място на извиране на реката, а оттук и точната ѝ дължина, е неизвестно, поради наличието на множество притоци в труднодостъпна среда и неравен релеф. Все пак е преценено, че реката е дълга около 4350 km.
Според изявление на China Science Exploration Association, изворът на реката се нарича Ласагонгма и се намира на 5224 m надморска височина, в планината Гуозонгмуча в провинция Цинхай. Експедиция, водена по-рано от Мишел Песел, идентифицира извора малко по-западно, на 4975 m надморска височина.

### Течение
В по-голямата си част Меконг протича през Китай, под имената Дза Чу (в горното течение) и Ланцандзян (в средното течение), като в тези участъци е типична планинска река, с бързеи, прагове и наличието на дълбоки до 3000 m ждрела и пропасти. Напуска Китай при надморска височина от 494 m н.в. След това реката формира границата между Мианмар и Лаос на протежение от 229 km, а след това формира т.нар. Златен триъгълник, на границите между Мианмар, Лаос и Тайланд. по-нататък на протежение около 500 km протича изцяло на лаоска територия и загражда от север и юг, споменатия по-горе Златен триъгълник. Тук поречието ѝ се характеризира с ждрела, бързеи и дълбочина от едва половин метър по време на сухия сезон. На юг от Луанпрабан коритото ѝ се разширява, дълбочината достига до 100 m, а посоката ѝ е много променлива. Ендемичният за басейна на Меконг гигантски сом пангасианодон традиционно се е ловял в региона веднъж годишно, според традициите на кралското семейство. Днес видът е критично застрашен от изчезване. На около 140 km западно от столицата Виентян Меконг отново достига до тайландската граница и повече от 800 km разделя Лаос и Тайланд, като минава покрай лаоската столица Виентян. След това отново протича само през Лаос, минава през град Паксе, след което пресича границата и навлиза в Камбоджа и Камбоджанската равнина. В този район живеят застрашените иравадийски делфини. В Камбоджа реката има бързеи в района на провинция Кратех. Малко след столицата Пном Пен се разделя на два ръкава (ляв – Тонлетом и десен – Басак), които текат успоредно с основното течение на Меконг и са част от делтата ѝ.

### Делта
Меконг се разделя при Пном Пен на два ръкава: основен Тонлетон (ляв, през него преминава около 2/3 от оттока) и Басак (десен). Двата ръкава текат към Виетнам, където се разклоняват и образуват гъста хидрографска мрежа. Течението забавя скорост и образува наноси, формирайки много плодородна делта, която е център на оризопроизводство. Самата делта е с площ около 55 000 km², дължина на бреговата ѝ линия е около 600 km и приютява около 18 милиона души. Обилното количество наноси допринасят ежегодно делтата на Меконг да нараства в морето с 80 – 100 m. Поради селскостопанското използване на реката в региона, естествената растителност намалява драстично. В Тай Нгуйен през 1950-те години 95% от площите са заети с мангрови гори, докато през 1990-те години намаляват до 50%.
Във Виетнам двата основни ръкава на реката се разделят на девет естуара, които се вливат в Южнокитайско море. Виетнамското име на реката е мотивирано от тези естуари (на виетнамски: Sông Cửu Long; букв. – „река на деветте дракона“).
Близо 90 милиона души живеят в близост до реката. Основната селскостопанска продукция на региона е оризът, който се отглежда върху площ от близо 140 000 km2. Отглеждат се много сортове ориз.

### Хидрология
Подхранването на реката е предимно дъждовно, а в горното течение – снежно и отчасти ледниково. Има ясно изразено лятно-есенно пълноводие. В средното течение максималното ниво на водата се отбелязва през август, в долното – през октомври, а най-ниско е през април. Размаха на колебанията на речното ниво в планините достига 10 – 15 m, а в Камбоджанската равнина и в делтата – до 10 m. Средният годишен отток в средното течение, при Виентян е 4600 m³/s, максимален – около 21 000 m³/s, в долното течение (при град Кратех) за периода 1960 – 2004 г. е 14 800 m³/s., а максималният е 33 000 m³/s (в отделни години до 67 000 m³/s). Река Меконг замръзва за 1 – 2 месеца в горното си течение. Годишно внася в Южнокитайско море около 1,5 km³ наноси. Голямо регулиращо влияние на оттокът ѝ оказва езерото Тонлесап, което е съединено с нея чрез едноименния си приток. През влажния сезон (юни – ноември) езерото се пълни с вода от реката, а през сухия (ноември – юни) нивото на водата в Меконг става по-ниско от това в езерото и започва интензивно оттичане на езерна вода и плодородна тиня към реката и околните оризови насаждения.
Годишното разпределение на речния отток е:

### Притоци
По-големите притоци на Меконг от ивора към устието са:
- леви – Вейюндзян, Буюндзян (в Китай); Нанлахе, Ма, Па, Тха, Бенг, У 448 km, Суонг, Кхан, Нгум, Ниап, Сан, Кадин, Хиабун, Бангфай, Бангхианг, Дон (в Лаос); Сан, Члоунг (в Камбоджа).
- десни – Намлой (в Мианмар); Хунг, Пун, Ниап, Хунг (в Лаос); Инг, Лей, Ма, Луанг, Сонгхрам, Кам, Мун 700 km (в Тайланд); Тонлесап 400 km, Тноут (в Камбоджа).

### Градове

#### Китай
- Джингхонг

#### Лаос
- Луанпрабан
- Виентян
- Паксан
- Такек
- Саванакет
- Паксе

#### Камбожда
- Кампонг Тям
- Пном Пен

#### Виетнам
- Кан Тхо
- Тяудок
- Ми То

## История
От хиляди години река Меконг има жизненоважно значение за оцеляването на населението, установило се около поречието ѝ. Най-ранните селища по поречието на реката датират от 2100 години пр.н.е., а първата заселила се цивилизация е индизираното кхмерско кралство Фунан, основано през I век в делтата на долен Меконг. При разкопки са открити монети от много далечни места като Римската империя. През V век населените територии около реката са заети от кхмерското кралство Ченла, наследено от Кхмерската империя – Анкгор, която е и последното индизирано влияние в региона. Преди около 700 години хора от етническата група Таи бягат от Южен Китай, пресичат Меконг и основават кралство Сиам (днешен Тайланд), като използвали реката за защита от нашествия. Същата етническа група се заселва и в Лаос.
Португалецът Антонио де Фария е първият европеец, открил река Меконг през 1540 г. По това време европейците не проявяват голям интерес към Меконг, но все пак Испания и Португалия, организират няколко мисионерски и търговски експедиции в региона. През 1641 г. нидерландецът Герит ван Вуйстхоф предприема двугодишна експедиция по поречието на Меконг като достига до Виентян, столицата на днешен Лаос.
В средата на XIX век французите, нахлуват в региона и превземат Сайгон през 1861 г. и установяват протекторат над Камбоджа през 1863 г. След като установили контрол над териториите французите предприемат първото систематично проучване от европейци на река Меконг. Експедицията е проведена между 1866 – 1868 г. и е водена от френския изследовател Ернест Марк Луи Дудар дьо Лагре. Целта на експедицията е да се направи научно документиране, картографиране и оценка на плаваемостта на реката, за да свържат региона около делтата с пристанището в Сайгон, богатствата на южен Китай и горен Сиам. Амбициите са Сайгон да се превърне в голям търговски център като Шанхай. Доста бързо обаче французите откриват, че по поречието на Меконг има твърде много водопади и бързеи, за да бъде удобна за плаване. До края на първото десетилетие на XX век французите разширили контрола си над реката, достигайки Лаос, създавайки Френски Индокитай. По това време през 1900 г. изворът на реката бил открит от руския изследовател Пьотр Кузмич Козлов. Френският контрол над региона бил прекратен след Първата и Втората Индокитайски войни. По време на Индокитайските войни през 70-те години на XX век в реката са потънали големи количества експлозиви. Тези експлозиви представляват голяма опасност за рибарите и създават много проблеми при строенето на мостове и напоителни системи. От 2013 г. с подкрепата на американското „Бюро за унищожаване и обезопасяване на оръжия“ се обучават камбоджански доброволци, които да премахват подводните експлозиви.
От дълги години река Меконг е в основата на икономическия прогрес и сътрудничеството между държавите от североизточна Азия. През 1995 г. правителствата на Камбоджа, Лаос, Тайланд и Виетнам подписват „Споразумение за сътрудничество за устойчивото развитие на речен басейн Меконг“. Този проект е под егидата на комисията „Mekong River Commission“ (MRA). Комисията приема протокол, който задължава страните да уведомяват и консултират със съседките си всяко свое решение за проекти, свързани с реката.
Дори и в днешни дни голяма част от река Меконг остава недоразвита и дори непроучена. Реката е тясно свързана с ежедневието на над 60 милиона души, които зависят от Меконг за оцеляването си. Животът около река Меконг постепенно се променя към по-добро. По реката започват да се строят и планират все повече мостове и язовирни стени.

## Мостове
- Мост на дружбата Мианмар-Лаос (Myanmar-Lao Friendship Bridge) – строежът започва през февруари 2013 г., а церемонията по откриването му е на 9 май 2015 г. Цената за построяването е 26 милиона щатски долара. Мостът е дълъг 691,6 метра и свързва град Тачилейк от провинция Шан в Мианмар и провинция Луанг Намта в Лаос.[16]
- Първи мост на дружбата „Тайланд-Лаос“ (Thai–Lao Friendship Bridge) – строежът започва през 1991 г. и приключва през 1994 г. Цената за построяването е 42 милиона австралийски долара като средствата са предоставени от правителството на Австралия. Мостът е с дължина от 1170 метра и свързва град Нонг Каи, столица на провинция Нонг Каи в Тайланд и префектура Виетнян в Лаос.[17]
- Втори мост на дружбата „Тайланд-Лаос“ (Second Thai–Lao Friendship Bridge) – строежът започва през март 2014 г. и приключва през декември 2016 г., но официално е пуснат в експлоатация през януари 2017 г. Цената за построяването му е около 70 милиона щатски долара, финансирани главно от заем взет от Япония. Мостът е с дължина 1600 метра и широчина 12 метра. Свързва провинция Мукдахан в Тайланд и префектура Саваннакхет от страна на Лаос.[18][19]
- Трети мост на дружбата „Тайланд-Лаос“ (Third Thai–Lao Friendship Bridge) – строежът започва на 6 март 2009 г. Отворен е за експлоатация на 11 ноември 2011 г. Цената за построяването му е около 33 милиона щатски долара. Дължината му е 1423 m, а широчината 13 m. Мостът свързва провинция Након Патом в Тайланд и град Такхек от провинция Кхаммуан в Лаос.[20]
- Четвърти мост на дружбата „Тайланд-Лаос“ (Fourth Thai–Lao Friendship Bridge) – мостът е открит официално на 11 декември 2013 г. Проектът е финансиран от правителствата на Лаос, Тайланд и Китай, а цената за построяването възлиза на около 1900 милиона тайландски бати. Дължината му е 630 m, а широчината 14,7 m като свързва област Чианг Конг от провинция Чианг Рай в Тайланд и град Бан Хуайсай, столица на префектура Бокео в Лаос.[21][22]
- Мост „Кизуна“ (Kizuna Bridge) – мостът се намира в провинция Кампонг Тям и свързва източната и западната част на Камбоджа. Мостът е открит на 11 декември 2001 г. и е първия мост над река Меконг, построен в Камбоджа. Дължината му е от 1500 m, а цената за построяването му възлиза на 56 милиона щатски долара, финансирани от японското правителство.[23]
- Мост „Прек Тамак“ (Prek Tamak Bridge) – мостът се намира на 40 км северно от столицата на Камбоджа Пном Пен и отново свързва източната и западната част на страната, които са пресечени от Меконг. Построяването на моста е поверено на китайска фирма, а цената възлиза на 43.5 милиона щатски долара. Мостът е открит през 2010 г. Дължината му е 1060 метра, а широчината 13.5 метра.
- Мост „Неак Леунг“ (Neak Loeung Bridge) – мостът свързва провинция Кандал с град Неак Леунг от провинция Прей Венг в Камбоджа. Мостът е дълъг 2200 m и е най-дългият мост над Меконг в Камбоджа. Проектът е осъществен и финансиран от японското правителство. Официалното му откриване е през април 2015 г.[24]
- Мост „Му Туан“ (Mỹ Thuận Bridge) – Му Туан е висящ мост над река Меконг, свързващ област Кай Бе от провинция Тиен Ян с провинция Вън Лонг във Виетнам. Дължината му е 1545 метра, а широчината му 23.6 метра. Цената за построяване възлиза на космическите 247 милиона щатски долара, а проектът е подпомогнат от австралийското и японското правителство. Строежът приключва през 2000 г.[25]
- Мост „Кан То“ (Cần Thơ Bridge) – представлява въжен мост над река Бассак, която е най-големият ръкав на река Меконг. Мостът се намира в град Кан То – Южен Виетнам. Дължината му е от 2750 m, ширината 23,1 m, а височината 175.3 метра, което го прави най-дългият висящ мост в североизточна Азия. Официалното откриване на моста е забавено поради непредвидено разрушаване на част от моста през 2007 г. Въпреки това мостът е завършен успешно и отворен през април 2010 г.[26] Проектът е финансиран от колаборация между японското и виетнамското правителство и възлиза на около 200 милиона щатски долара.
- Мост „Раш Мю“ (Rạch Miễu) – представлява въжен мост, свързващ град Меи То от провинция Тиен Ян с провинция Бен Тре във Виетнам. Дължината му е 2868 m, широчината 12 m, а височината 117 m. Открит е през януари 2009 г. като инвестицията за построяването му възлиза на 84 милиона щатски долара.
- Мост в Лаос – изграден е мост, който изцяло се намира в територията на Лаос. Намира се в град Паксе от провинция Чампасак и е дълъг 1380 m. Строежът му завършва през 2000 г.
- В проект на построяване са Пети и Шести мост на дружбата Тайланд-Лаос.[27]